# Methylbutanoaat
Methylbutanoaat of methylbutyraat is een organische verbinding met als brutoformule C5H10O2. Het is de methylester van boterzuur. De stof komt voor als een kleurloze vloeistof. Ze heeft een fruitige geur die doet denken aan appel en ananas. Methylbutanoaat komt voor in ananasolie.

## Synthese
Methylbutanoaat kan bereid worden door de verestering van boterzuur en methanol, onder toevoeging van een zure katalysator (typisch zwavelzuur).

## Toepassingen
Methylbutanoaat wordt gebruikt als geur- en smaakstof. Ze kan ook voorkomen in biodiesel, dat een mengsel is van methylesters van vetzuren uit plantaardige of dierlijke oliën.